# Cantonul Vélizy-Villacoublay
Cantonul Vélizy-Villacoublay este un canton din arondismentul Versailles, departamentul Yvelines, regiunea Île-de-France , Franța.